# ASB2
ASB2‏ (Ankyrin repeat and SOCS box containing 2) هوَ بروتين يُشَفر بواسطة جين ASB2 في الإنسان.